# Matt Daly
Matthew ("Matt") Daly (Dammam, 8 juli 1983) is een Engels hockeyer, bijgenaamd Dalos. Hij vertegenwoordigde Groot-Brittannië bij de Olympische Spelen van 2008 en 2012. Daly speelde clubhockey voor Surbiton Hockey Club en Long Ditton. Met de Engelse hockeyploeg won hij in 2009 de Europese titel. 